# Drehtür-Effekt
Der Begriff Drehtür-Effekt bezeichnet als eine Metapher den schnellen Wechsel zwischen zwei Zuständen („rein/raus“). Er ist negativ besetzt und stellt typischerweise bildhaft eine Veränderung dar, die nach kurzer Zeit zum Ursprungszustand zurückkehrt und prangert entsprechend die Nutzlosigkeit bzw. Verwerflichkeit dieser Veränderung an.

## Beispiele

### Abhängigkeitserkrankungen
Alkoholiker „… in der Suchthilfe gelten sie als schwierige Gruppe. Obwohl sie oft ganz unten sind, halten sie eine konsequente Abstinenz-Behandlung nur in den seltensten Fällen durch. Sie melden sich im Krankenhaus zum so genannten Entzug an, werden rückfällig, probieren es erneut, werden wieder rückfällig, melden sich wieder zum Entzug an und so fort. „Drehtür-Effekt“ nennen das die Experten. Die Entgiftungsstationen und stationären Therapieeinrichtungen, die die Behandlung Suchtkranker nach dem körperlichen Entzug fortführen, sind voll mit solchen Rückfall-Patienten.“

### Erwerbsleben/Zeitarbeit
Zeitarbeit stellt für viele Behörden und Menschen eine kurzfristig gangbare „Tür“ aus der Erwerbslosigkeit in eine bezahlte Beschäftigung dar. Da aber die Arbeitsplatzsicherheit bei Zeitarbeitsunternehmen gering ist und Zeitarbeiter im Konjunkturabschwung als Erste von Entlassungen bedroht sind, bezeichnen Kritiker Zeitarbeit als eine Drehtür von der Erwerbslosigkeit in Jobs und wieder zurück. Im weiteren Kontext wird das Wechseln ehemals festangestellter Mitarbeiter in Zeitarbeitsverhältnisse, z. B. bei konzerninternen Zeitarbeitsunternehmen, zu schlechteren Konditionen und die anschließende dauerhafte Ausleihung ebenfalls als Drehtür-Effekt bezeichnet.

### Gesundheitswesen: „Verweildauerverkürzung“
Im Krankenhausbereich ist der Begriff ein Synonym für die Kritik an Maßnahmen der sogenannten „Verweildauer-Verkürzung“. Es wird argumentiert, dass durch frühzeitige Entlassungen das Risiko bestehe, dass sich der Gesundheitszustand der (nicht vollständig ausgeheilten) Patienten schnell wieder soweit verschlechtern könne, dass der Patient nach kurzer Zeit erneut in das Krankenhaus eingewiesen werden müsse: Der Patient verlasse das Krankenhaus wie durch eine Drehtür und kehre nach kurzer Zeit wieder zurück.

### Insolvenzverfahren
Im deutschen Insolvenzrecht wird ebenfalls vom Drehtür-Effekt gesprochen, wenn der (private) Schuldner z. T. noch während des laufenden Insolvenzverfahrens erneut Schulden produziert.

### Politik/Wirtschaft
Hier wird der Begriff dazu verwendet, um kritisch Wechsel zwischen Politik und Wirtschaft zu beschreiben, die auch mehrfach erfolgen und im Fall von Lobbyismus gezielt genutzt und/oder herbeigeführt werden können. In diesem Fall zielt das Bild weniger auf den Wechsel hin und zurück denn auf die Eigenschaft von Drehtüren ab, kreisförmig bzw. „drehend“ zwei verschiedene Bereiche zu verbinden. Das kann auch schnell, als „fliegender“ Wechsel, erfolgen. Kritisiert werden bei insbesondere schnellem oder wiederholtem Wechsel zwischen Politik/Ministerien und Wirtschaft einerseits auftretende Interessenkonflikte, im Rahmen des Lobbyismus wird aber auch gezielter Missbrauch bzw. das konkrete Ziel beschrieben, die Gesetzgebung zu beeinflussen. Dies erfolge durch
- Nutzung erworbener, mitunter gezielt herbeigeführter, auch freundschaftlicher Kontakte
- Sicherung von Insiderwissen
- Anreize in Form von Inaussichtstellung attraktiver Jobs in Führungspositionen der Unternehmen,
- Arbeits- und Zeitersparnis in Form vorgefertigter, juristisch geprüfter, Gesetzesvorlagen.

Um Missbrauch auszuschließen, fordern kritische Stimmen seit langem die gesetzliche Einführung einer so genannten Karenzzeit als Puffer bzw. „Abkühlungsphase“ zwischen den Tätigkeiten beider Bereiche: Einerseits der idealerweise mehrheitlichen (demokratischen) Intentionen folgenden Legislative (Gesetzgebung)  mit der davon getrennten Judikative und Exekutive (Gesetze ausführende bzw. durchsetzende Staatsorgane mit Gewaltmonopol), welche auch grundgesetzlich gebunden und der Allgemeinheit (dem Volk) verpflichtet ist. Andererseits einer gewinnorientierten, sogenannten „freien“ Wirtschaft, die nur einem exklusiven Teil der Gesellschaft verpflichtet ist (im Beispiel der Aktiengesellschaft ihren Aktionären) und an keine oder allenfalls freiwillig auferlegte ethische Grundsätze gebunden ist. Die Sozialpflichtigkeit des Eigentums gemäß Artikel 14 Absatz 2 des Grundgesetzes („Eigentum verpflichtet. Sein Gebrauch soll zugleich dem Wohle der Allgemeinheit dienen.“) hat entgegen der Rechtstheorie in der Rechtspraxis eine untergeordnete Bedeutung. 
In § 6b des Bundesministergesetzes ist seit 2015 geregelt, dass die Bundesregierung ausgeschiedenen Bundesministern bis zu 18 Monate nach dem Ausscheiden eine Tätigkeit in der Wirtschaft untersagen kann, wenn zu befürchten ist, dass durch diese Beschäftigung öffentliche Interessen beeinträchtigt werden. Dies ist insbesondere dann der Fall, wenn die angestrebte Beschäftigung in Angelegenheiten oder Bereichen ausgeübt werden soll, in denen das ehemalige Mitglied der Bundesregierung während seiner Amtszeit tätig war. Für parlamentarische Staatssekretäre gilt diese Vorschrift über § 7 des Gesetzes über die Rechtsverhältnisse der Parlamentarischen Staatssekretäre entsprechend. 
Im politisch/wirtschaftlichen Bereich entstammt der deutsche Begriff dem englischen „revolving door effect“, kurz „revolving door“, welcher als häufiges und typisches Phänomen des Lobbyismus teilweise „fliegenden“ und durch wiederholte Wechsel auch sprichwörtlich „drehenden“ Seitenwechsel zwischen Politik und Ministerien und andererseits der Wirtschaft beschreibt, indem Vertreter derselben jeweils „auf die andere Seite des Verhandlungstisches“ wechseln. Im Französischen wird für einen ähnlichen Sachverhalt „Pantouflage“ verwendet (dt. in etwa „große Pantoffeln anziehen“), im Japanischen der Begriff „Amakudari“.

### Resozialisierung von Straffälligen
Nach Meinung von Kritikern unzureichende Maßnahmen der Resozialisierung führen dazu, dass hohe Rückfallquoten entstehen und Strafgefangene kurz nach der Entlassung aus dem Gefängnis erneut zu einer Gefängnisstrafe verurteilt werden: Die Gefängnistür wird hier bildhaft zur Drehtür, die umgehend wieder zurück ins Gefängnis führt.

### Wohnungslosenhilfe
Ein vergleichbares Phänomen wird in der Wohnungslosenhilfe beschrieben. Die Integration und insbesondere die Nachsorge sind oftmals so wenig nachhaltig, dass Wohnungslosigkeit erneut auftritt.